# Les nouveaux monstres sont arrivés
Pour les articles homonymes, voir Les Monstres.
Les nouveaux monstres sont arrivés (The Munsters Today), est une série télévisée américaine en 72 épisodes de 25 minutes, et diffusée du 9 octobre 1988 au 24 mai 1991 en syndication. C'est la suite de la série Les Monstres.

## Synopsis
Dans les années 1960, après qu'une invention du Grand-père Dracula a mal tourné, tous les membres de la famille Monstre se retrouvent endormis pour une très longue durée. Vingt-deux ans plus tard, un agent immobilier voulant acquérir la demeure des Monstres réveille accidentellement la famille. Les Monstres se retrouvent ainsi dans les années 1980 et vont essayer de s'accoutumer à cette toute nouvelle décennie pleine de nouveautés et de surprises...

## Distribution
- John Schuck : Herman Monstre
- Lee Meriwether : Lily Monstre
- Jason Marsden : Edward "Eddie" Wolfgang Monstre
- Howard Morton : Grand-Père Dracula Monstre
- Hilary Van Dyke : Marylin Monstre